# Alim Chakimow
Alim Chakimowicz Chakimow (ros. Алим Хакимович Хакимов, uzb. Olim Hakimov, ur. 12 maja 1919 we wsi Bricz-Mułła (obecnie Burczmołła w rejonie bostanłykskim w obwodzie taszkenckim), zm. 20 listopada 2003 w Taszkencie) – radziecki wojskowy, major, Bohater Związku Radzieckiego (1945).

## Życiorys
Urodził się w tadżyckiej rodzinie chłopskiej. Miał wykształcenie niepełne średnie, 15 października 1939 został powołany do Armii Czerwonej, w 1941 skończył wojskową szkołę polityczną w Leningradzie, a w 1942 wyższe taktyczne kursy doskonalenia kadry dowódczej piechoty „Wystrieł”. Od 1942 należał do WKP(b), od marca 1942 uczestniczył w wojnie z Niemcami, walczył na Froncie Briańskim, Centralnym, 1 Ukraińskim, 2 i 1 Białoruskim. Brał udział w operacji brzesko-lubelskiej latem 1944 i w walkach o Pragę we wrześniu 1944. Szczególnie wyróżnił się podczas operacji warszawsko-poznańskiej jako dowódca batalionu 487 pułku piechoty 143 Dywizji Piechoty 47 Armii 1 Frontu Białoruskiego w stopniu majora. 15 stycznia 1945 dowodzony przez niego batalion przełamał obronę przeciwnika i dotarł do brzegu Wisły na północ od Warszawy, następnego dnia przekroczył zamarzniętą Wisłę w rejonie wsi Łomna i uchwycił przyczółek. Później brał udział w operacji pomorskiej i berlińskiej.
Po wojnie do 1950 służył w Siłach Zbrojnych ZSRR, później skończył 10 klas szkoły, pracował w organach partyjnych i instytucjach gospodarczych, był m.in. dyrektorem kinoteatru.

## Odznaczenia
- Złota Gwiazda Bohatera Związku Radzieckiego (27 lutego 1945)
- Order Lenina (27 lutego 1945)
- Order Czerwonego Sztandaru (dwukrotnie, 27 września 1944 i 30 maja 1945)
- Order Aleksandra Newskiego (13 sierpnia 1944)
- Order Wojny Ojczyźnianej I klasy (11 marca 1985)

I medale.